# Asilus lebasii
Asilus lebasii är en tvåvingeart som beskrevs av Macquart 1838. Asilus lebasii ingår i släktet Asilus och familjen rovflugor. Inga underarter finns listade i Catalogue of Life.